# 贡嘎山国家级自然保护区
贡嘎山国家级自然保护区位于横断山区中段大渡河与雅砻江之间, 跨中国四川甘孜州康定市、泸定县、九龙县和雅安市石棉县, 总面积4,091平方公里。